# 奧林匹克運動會越南共和國代表團
越南共和國（南越）（國際奧委會國家編碼：VNM）於1952年至1972年期間以越南名義參加夏季奧林匹克運動會。
南越奧林匹克委員會成立於1951年11月25日，越南國於同年向國際奧委會提交入會申請，很快就獲得批准成為正式會員。並以「越南」的名義參加奧運會，南越於1952年舉辦的赫爾辛基奧運會首次派出奧運代表團，1955年10月26日越南共和國成立後繼承越南國在國際奧委會的席位，從1952年到1972年，包括兩名女子在內的39名南越運動員參加了夏季奧運會，放棄參加冬季運動會，沒有贏得獎牌。
南越奧運代表團最年輕的成員是1964年的游泳運動員阮廷黎，他在15歲時參加比賽。最年長的成員是1972年43歲的射擊運動員胡明秋。

## 歷屆成績

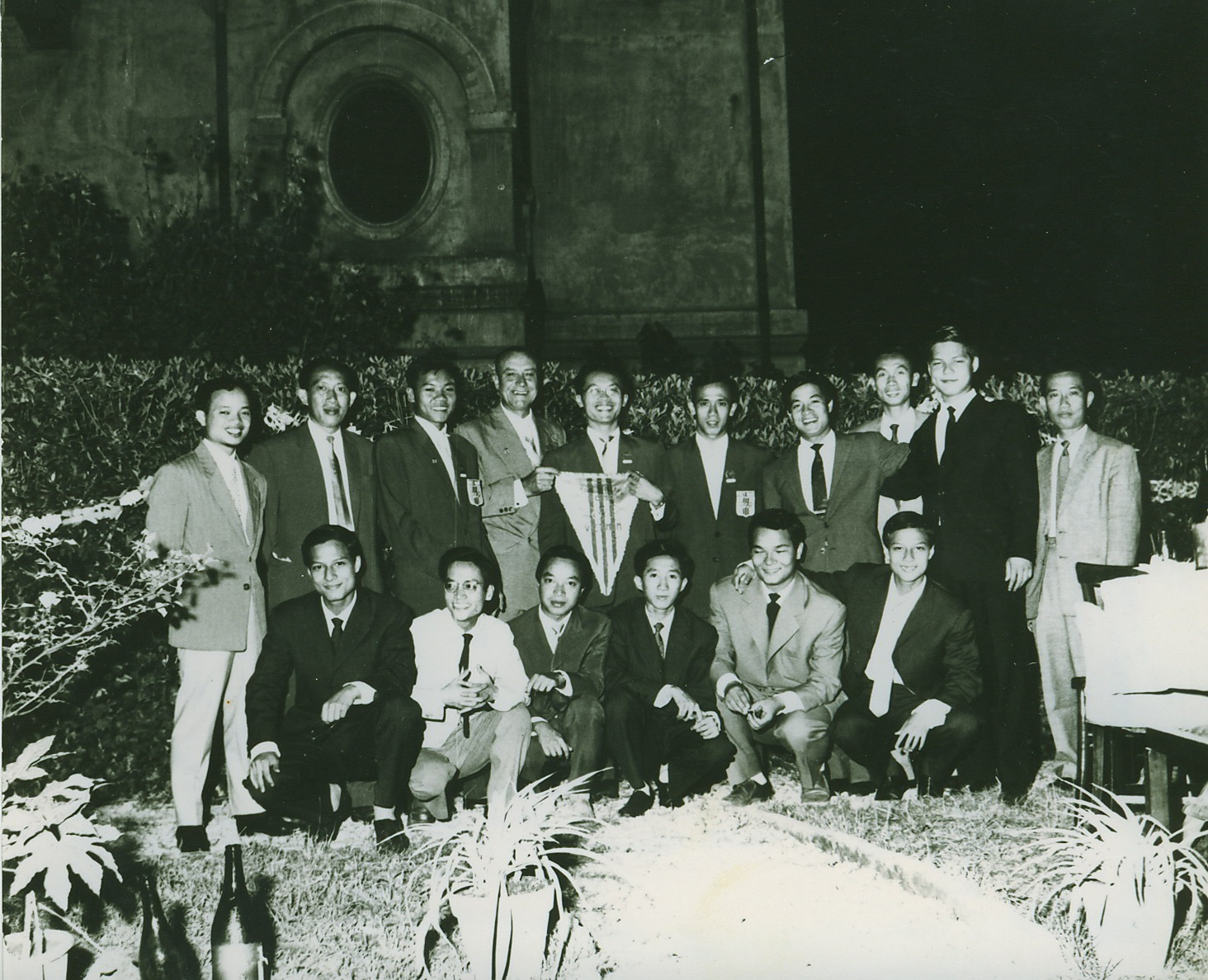
1960年羅馬奧運越南共和國代表團

### 夏季
| 賽事           | 參賽人數 | 金牌 | 銀牌 | 銅牌 | 總計 | 排名 |
| 1952年赫爾辛基 | 8        | 0    | 0    | 0    | 0    | –    |
| 1956年墨爾本   | 6        | 0    | 0    | 0    | 0    | –    |
| 1960年羅馬     | 3        | 0    | 0    | 0    | 0    | –    |
| 1964年東京     | 16       | 0    | 0    | 0    | 0    | –    |
| 1968年墨西哥城 | 9        | 0    | 0    | 0    | 0    | –    |
| 1972年慕尼黑   | 2        | 0    | 0    | 0    | 0    | –    |
| 總計           | 總計     | 0    | 0    | 0    | 0    | –    |

## 外部連結
South Vietnam - Olympics at Sports-Reference.com（互聯網檔案館）